# Съдомиялна машина
Съдомиялната машина (наричана кратко съдомиялна) е машина за автоматично почистване на домакински съдове за храна и готвене и прибори за хранене. За разлика от ръчното миене на съдове, което разчита на физическо търкане за премахване на замърсяванията, съвременната съдомиялна машина почиства чрез впръскване на гореща вода, обикновено между 45 и 75 °C, като при деликатни предмети се използват по-ниски температури на водата.
Този домакински електроуред от вида едра бяла техника използва смес от вода и специален препарат и една или повече въртящи се пръскачки, като така почиства съдовете. Сместа циркулира неколкократно, за да се пести вода и енергия. Често има програма за предварително изплакване, със или без препарат, след което водата се източва. Следва основното миене с прясна вода и перилен препарат. След като измиването приключи, водата се източва; повече гореща вода навлиза в машината посредством електромеханичен или електромагнитен клапан и започва цикълът на изплакване. След като процесът на изплакване приключи, водата се източва отново и съдовете се изсушават, като се използва един от няколко метода на сушене. Обикновено препаратът за изплакване, химикал за намаляване на повърхностното напрежение на водата, се използва за намаляване на водните петна от твърда вода или други причини.
В допълнение към домашните уреди, в търговски обекти като хотели и ресторанти се предлагат за използване индустриални съдомиялни. Измиването се извършва при температури 65–71 °C (149–160 °F) и дезинфекцията се постига или чрез използването на допълнителен нагревател, който ще осигури 82°C температура на „последно изплакване“ или чрез използване на химически дезинфектант.

## История
Първата заявка за патент на механично устройство за миене на съдове е регистрирана през 1850 г. в Съединените щати от Джоел Хотън (Joel Houghton). То е направено от дърво и се завърта на ръка, докато водата се пръска върху съдовете. Устройството е едновременно бавно и ненадеждно. Друг патент е предоставен на L.A. Alexander през 1865 г., който е подобен на първия, но включва ръчно задвижвана система от стелажи. Нито едно от двете не е практично или широко възприето. Някои историци посочват като пречка за възприемането историческото отношение към жените, което цени усилията им, положени в домакинската им работа, а не резултатите.
Най-успешната от ръчните съдомиялни машини е изобретена през 1886 г. от Джоузефин Кокрейн заедно с механика Джордж Бътърс в бараката за инструменти на Кокрейн в Шелбивил, Илинойс. Кокрейн (богата светска дама) мисли как да защити своите порцеланови съдове при миене, тъй като когато слугите ѝ мият хубавия ѝ порцелан, често го повреждат. Тяхното изобретение е представено на световното изложение в Чикаго през 1893 г. под името Lavadora, но е променено на Lavaplatos, тъй като това име вече носи друга машина, изобретена през 1858 г.
Първата домашна съдомиялна машина с електрически мотор в Европа е изобретена и произведена от Miele през 1929 г.
През 1924 г. в Обединеното кралство Уилям Хауърд Ливенс изобретява малка, неелектрическа съдомиялна машина, подходяща за домашна употреба Това е първата съдомиялна машина, която включва повечето от елементите, представени в днешните модели: врата за зареждане, телена поставка за подреждане на мръсните съдове и въртяща се пръскачка. Към този вариант са добавени елементи за подсушаване през 1940 г. Това е първата машина, подходяща за домашна употреба, и тя се появява във време, когато свързването на домовете с постоянно течаща вода и канализация става все по-често срещано.
Въпреки това проектът на Ливенс не става търговски успех и съдомиялните машини са успешно продавани само като домакински комунални услуги в следвоенния бум през 50-те години, макар и само на богатите. Първоначално съдомиялните се продават като самостоятелни или преносими устройства, но с развитието на вградените кухни и стандартизираните по височина шкафове, съдомиялните машини започват да се предлагат на пазара със стандартизирани размери и форми, интегрирани под кухненския плот като модулна единица наред с други кухненски уреди.
Към 70-те години на XX век съдомиялните машини стават нещо обичайно в жилищата в Северна Америка и Западна Европа. През 2012 г. над 75 процента от домовете в Съединените щати и Германия имат съдомиялни машини.
В края на 90-те години на XX век производителите започват да предлагат различни нови функции за пестене на енергия в съдомиялните машини. Една особеност е използването на „сензор за замърсяване“, компютъризиран инструмент в съдомиялната машина, който измерва падащите частици храна. Когато съдомиялната машина е почистила съдовете до степен да не отделя повече частици храна, сензорът за замърсяване ще отчете съдовете като чисти. Сензорът работи с друга иновация за променливо време за миене. Ако съдовете са особено мръсни, тогава съдомиялната работи по-дълго време, отколкото ако сензорът ги засече като чисти. По този начин съдомиялната пести енергия и вода, като работи само толкова, колкото е необходимо.

## Устройство
Основни елементи на съдомиялната машина са помпа за чиста и мръсна вода, нагреватели и контролно табло. Помпата се задвижва от асинхронен двигател или от синхронен с постоянен магнит. Вътре водата се изпомпва под повишено налягане върху съдовете заедно с почистващия препарат. Контролното табло показва коя програма се изпълнява и оставащото време.

## Характеристика
Посочва се мощността, която консумира и количеството вода за съответните програми.